# 末吉くん
末吉くん（すえきちくん、1968年8月10日 - ）は、かつて太田プロダクションで活動していた日本のお笑いタレント。本名：末吉 俊規（すえよし としのり）。千葉県出身。血液型O型。妻は女優の萩原利映。

## 略歴
元来は脇役俳優として活動し、30歳の時に立川談志の弟子となってお笑いの世界に入る。当初の芸名は末吉（すえきち）だったが、元ザ・ハンダースのメンバー鈴木末吉（すずきすえきち、後に末吉→鈴木寿永吉と改名）との混同を避けるため、くんをつけて芸名とした。
ピン芸人としては常套句"やる気マンマン!"を売りに活動し、並行してテレビ番組のリポーターも担当。メインコスチュームは常に、グレーのスーツとスラックス、ホワイトカラーのワイシャツにノーネクタイである。
2004年4月に先輩芸人のノンキー山崎（元ノンキーズ）と漫才コンビ「山崎末吉」（やまざきすえきち、末吉はボケ担当）を結成し、太田プロライブなどで活動。また、「山崎末吉」の活動と並行して、再現ドラマやCMへの出演、リポーターとして活動した。しかし、相方・山崎の病気などにより「山崎末吉」としては本意な活動ができなくなったことから、末吉くんは2006年頃からものまねタレントとしても活動するようになり、「山崎末吉」は2007年2月末に解散。その後はピン芸人として活動。
2007年3月29日放送『とんねるずのみなさんのおかげでした』（フジテレビ）の「細かすぎて伝わらないモノマネ選手権」第8回大会から、俳優の平泉成が演じる「犯人を追い詰める刑事」役のモノマネで出場。第10回大会において、初優勝を果たした。その後も、『爆笑そっくりものまね紅白歌合戦スペシャル』（フジテレビ）の「ものまね大好きさん!大集合」や「秒殺ものまねNo.1決定戦」といったコーナーに常連で出演した。
2001年から2020年まで、長野放送制作の『YOU・遊・気分 土曜だ!ぴょん』を経て『土曜はこれダネッ!』にレギュラー出演していたため、長野県内での知名度は高い。同番組への出演は有吉弘行から引き継いだものであり、2021年3月に『チマタの噺』（テレビ東京）に出演した土田晃之からは、「ほのぼのするヤツで、長野県民のハートをギュッとつかんで。有吉を3か月でクビに追い込むっていう...後にも先にも有吉を追い込んだヤツは末吉くんしかいないと思います」と高く評されている。
2020年3月末日をもって芸人を卒業し、『土曜はコレダネッ!』も卒業した。その後、家屋や家具の修復を生業とする修復士として、夫婦で生計を立てている。

## ものまねレパートリー
- 平泉成（主に刑事役で出演するドラマの再現モノマネ）
- 渡辺いっけい
- 田中信夫（『TVチャンピオン』ナレーションのモノマネ）
- みのもんた
- いかりや長介（踊る大捜査線和久平八郎のモノマネ）
- 北村総一朗
- 古舘伊知郎
- 宮根誠司

## 主な出演

### テレビ
- 爆笑オンエアバトル（NHK）戦績0勝2敗 最高265KB
  - 「末吉」として1回、「末吉くん」として1回出演。
- 笑いの金メダルjr. くりぃむ杯（テレビ朝日）
  - 「山崎末吉」として出演。
- エクスプレス（TBS）
- とんねるずのみなさんのおかげでした（フジテレビ）
- アメトーーク!（テレビ朝日系）
- NBSとれたて情報局 土曜はこれダネッ!（長野放送）
- 大笑点（日本テレビ）
- はるちゃん（東海テレビ製作、フジテレビ）
- 所さんの学校では教えてくれないそこんトコロ!（テレビ東京）
- お笑いDynamite!（TBS） - キャッチコピーは「今夜も平泉成一筋」
- 未来観測 つながるテレビ@ヒューマン（NHK）
- 年中夢中コンビニ宴ス（テレビ朝日）
- キャくれ家（朝日放送）
- お茶の間の真実〜もしかして私だけ!?〜（テレビ東京）
- ペケポン（フジテレビ）
- 初詣!爆笑ヒットパレード（フジテレビ）
- タイムスクープハンター「爆笑!ものまね大作戦」（NHK総合、2013年6月29日） - 末吉 役
- おはスタ（テレビ東京、2013年11月28日） - 「ひなこ姫を起こせ!」に出演
- 極悪がんぼ 第3話（フジテレビ、2014年4月28日） - 猿渡 役
- ごめんね青春! 第6話（TBS系、2014年11月16日） - みしまケーブルTV キャスター 役
- 爆笑そっくりものまね紅白歌合戦スペシャル（フジテレビ） - 「ものまね大好きさん!大集合」「秒殺ものまねNo.1決定戦」
- シリーズ・江戸川乱歩短編集 1925年の明智小五郎 第1話 D坂の殺人事件（NHK BSプレミアム、2016年1月11日） - 小林刑事 役
- キャバすか学園（2016年10月30日 - 2017年1月15日、日本テレビ） - サトシ　役
- スーパーチューナー/異能機関（2019年1月2日 - 2019年1月30日、TOKYO MX） - 議員秘書 役
- Heaven? 〜ご苦楽レストラン〜 第8話（2019年8月27日、TBS）

### 映画
- 忘れられぬ人々（2001年、ビターズ・エンド = タキコーポレーション）
- 劇場版 タイムスクープハンター -安土城 最後の1日-（2013年、ギャガ）

### 舞台
- サンセット大通り（作：橋口亮輔、演出：鈴木裕美）